# Joaquim Pinheiro de Azevedo Leite Pereira
Joaquim Pinheiro de Azevedo Leite Pereira (Provesende, 9 de Fevereiro de 1829 — Provesende, 17 de Janeiro de 1918), 10.º Senhor da Casa do Santo, foi um viticultor duriense que ficou na história como o homem que salvou os vinhedos da região do Douro da destruição trazida pelo aparecimento da filoxera.

## Biografia
Joaquim Pinheiro de Azevedo Leite Pereira nasceu a 9 de Fevereiro de 1829, filho do 9.º Senhor da Casa do Santo, uma das várias casas brasonadas de Provesende, concelho de Sabrosa. A partir de 1842 frequentou o Collège Sainte-Barbe em Fontenay, Paris, onde estudou violino com o célebre violinista Hubert Léonard. Depois transferiu-se para o curso de Direito da Universidade de Coimbra, onde se formou, tendo-se ali destacado pela sua inteligência e talento musical. A sua formação e talento permitiram-lhe deixar fama em Coimbra e no Douro como violinista.
Terminados os seus estudos, regressou ao Douro, dedicando-se à administração da grande casa agrícola de que era herdeiro e ao estudo da enologia e dos problemas vinícolas. Entre as suas iniciativas conta-se a criação em Provesende de uma escola onde se ensinava patologia vegetal, ampelografia e vitivinicultura e se fazia formação de podadores para as vinhas.
Joaquim Pinheiro de Azevedo Leite Pereira começou a ganhar destaque e projecção nacional quando, a partir de 1897, o ataque da filoxera ganhou ímpeto, destruindo a maior parte dos vinhedos durienses. Quando a situação era descrita em termos dramáticos, afirmando-se que a Phylloxera vastatrix velozmente e com assombrosa rapidez tudo destruiu, morrera a vinha, não se viam nos campos senão acessórios das videiras que perturbavam as almas, com as vinhas devastadas a receberem o nome popular de mortórios, a sua acção na procura de uma solução para o problema dos vinhedos infestados foi determinante, já que, após estudos e vários ensaios, realizados em colaboração com os cientistas e viticultores franceses Jules-Émile Planchon, Jules Lichtenstein e Léo Laliman, promoveu a introdução no Douro de uma variedade de videira americana para uso como porta-enxertos.
Ao fazê-lo foi o verdadeiro pioneiro na introdução em Portugal da enxertia de castas tradicionais portuguesas sobre porta-enxertos americanos, travando-se assim a devastação das vinhas durienses pela filoxera. O processo foi rapidamente seguido em outras regiões vinhateiras portuguesas, o que deu à sua acção relevo nacional.
Para contrabalançar a desorientação e desânimo geral que reinava entre os governantes e os viticultores do Douro e face à devastação causada pela epifitia da filoxera, foi um dos principais impulsionadores da fundação da primeira Realvinícola do Norte de Portugal (1889) .
A sua Quinta do Bucheiro, situada em Celeirós do Douro, permanece desde o século XVIII na sua família, situando-se nela os terrenos aonde foram feitas as experiências. Ali cultivam-se, hoje, castas de primeira categoria da Região do Douro, que são a base do vinho do Porto denominado Quinta do Bucheiro e dos vinhos com Denominação de Origem Controlada (DOC) denominados Ceirós.
Quase um século após o seu falecimento, foi homenageado a 4 de Outubro de 2002, com a colocação de um busto em sua memória em frente de sua casa onde nasceu e faleceu, a Casa do Santo, em Provesende, concelho de Sabrosa, que pertence hoje a Francisco Pinheiro da Veiga e José Joaquim Pinheiro da Veiga.